# Gadžijevo
Gadžijevo (rusky Гаджи́ево) je město v Murmanské oblasti v Ruské federaci. Při sčítání lidu v roce 2010 mělo zhruba jedenáct tisíc obyvatel.
Je zde jedna ze základen Severního loďstva a jedná se o uzavřené město, spolu s městy Poljarnyj a Sněžnogorsk tvoří uzavřenou správní oblast Alexandrovsk.

## Poloha
Námořní základna se nalézá na jižním břehu Sajdského zálivu, vedlejšího zálivu Kolského zálivu Barentsova moře. Město samo leží v sousedství základny dále od břehu.
Od Murmansku, správního střediska oblasti, je Gadžijevo vzdáleno 32 kilometrů na sever. Blíže leží Sněžnogorsk nalézající se šest kilometrů na jihozápad od Gadžijeva.

## Dějiny
Sídlo zde vzniklo v roce 1956 se založením námořní základny. Do 16. října 1967 se ovšem jmenovalo Jagelnaja Guba (Я́гельная Губа́), pak bylo přejmenováno k poctě Magometa Gadžijeva, ponorkového velitele zahynulého v druhé světové válce. V roce 1981 bylo 14. září přejmenováno na Skalistyj (Ска́листый).
V roce 1999 bylo přejmenováno zpět na Gadžijevo.